# Хајнрих Ранцау
Хајнрих Ранцау (Стеинбург, 11. март 1526 — Шлос Брејтенбург, 31. децембар 1598) је био дански државник, писац и астроном.

## Биографија
Рођен је у Стеинбургу. Хајнрихов отац, Јохан, био је успешан немачки генерал и државник. Од 1556. године Ранцау је краљев намесник у Шлезвигу и Холштајну. Издао је два дела са војном тематиком. Написао је „Историју Дитмаршенског рата“ која је 1570. године објављена у Базелу. У њој описује покоравање слободних сељака Дитмаршена од стране данских феудалаца (1559. године). Дело представља вредну и доста објективну хронику. Хајнрих се бавио и астрономијом, заједно са Тихом Брахеом.